# Renards Rimovičs
Renards Rimovičs (* 4. února 2005, Ilūkste) je lotyšský fotbalový obránce a mládežnický reprezentant, hráč SK Líšeň.

## Klubová kariéra
S fotbalem začal v rodném Lotyšsku, kde dlouho nastupoval za tým Augšdaugavas NSS.

### FC Slavia Karlovy Vary
Na západ Čech se přesunul v srpnu 2023. Zde odehrál 12 ligových zápasů. Jedinou branku v karlovarském dresu si připsal dne 2. září 2023 proti rezervě Táborska, kdy zvyšoval na stav 2:0, zápas skončil výhrou Slavie 3:2.

### SK Líšeň
Rimovičs podepsal v Líšni smlouvu v únoru 2024. Zbytek sezony střídal áčko i rezervu. Prvního gólu v Brně se dočkal v posledním kole proti Chrudimi, když Líšeň doma prohrála 1:2.

### FC Slovan Rosice
Sbírat zkušenosti do MSFL odešel na půlroční hostování v létě 2024 do nedalekých Rosic. Odehrál 17 zápasů, v nichž se třikrát gólově prosadil.

## Reprezentační kariéra
Rimovičs taktéž nastupuje za U19 reprezentaci Lotyšska. Premiérový zápas odehrál dne 2. února 2024 proti Saúdské Arábii, odehrál druhý poločas.